# Morska Wola

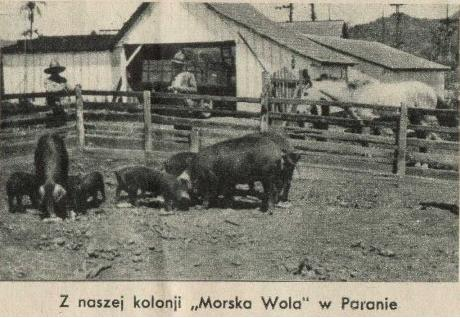
Morska Wola

Morska Wola (« Volonté maritime ») était une colonie polonaise, située au Brésil, dans l'État du Paraná. Elle fut fondée par la Ligue maritime et coloniale vers 1934. La Ligue a acheté des terres aux tribus amérindiennes locales et a mené une vaste campagne de promotion en Pologne, essayant d'y attirer des colons. Morska Wola était divisée en 286 parcelles, chacune d'une superficie de 25 hectares, et 62 parcelles municipales, dont la taille était de 100 x 60 mètres. Dans la première moitié des années 1930, le coût d'installation d'une famille atteignait 3 000 zlotys, dont plus de 2 000 zlotys pour le transport. Les premiers colons ont quitté la Pologne en août 1935 et à la fin de 1936. Quelque 75 familles, environ 350 personnes, vivaient à Morska Wola. En 1937, Morska Wola était habitée par environ 50% de sa population prévue.
Le projet fut finalement abandonné en 1938, lorsqu'il devint évident que les Polonais intéressés à s'installer en Amérique du Sud préféraient l'Argentine ou la Paraguay. De plus, le gouvernement brésilien, inquiet de ce que la Pologne puisse développer des revendications territoriales sur une partie du pays, a adopté une attitude hostile, ce qui s'avéra un gros handicap pour les projets polonais.
Le navire polonais MS Morska Wola a été nommé d'après la colonie. Il a opéré sur des lignes maritimes de Gdynia à l'Amérique du Sud avant de servir dans des convois de l'Atlantique pendant la Seconde Guerre mondiale ; il a été ferraillé en 1959.